# Ману тирановий
Ману́ тирановий (Cercomacroides tyrannina) — вид горобцеподібних птахів родини сорокушових (Thamnophilidae). Мешкає в Центральній та Південній Америці.

## Опис
Довжина птаха становить 14,5 см, вага 18 г. Верхня частина тіла в самця темно-сіра, нижня частина тіла сіра, кінчики покривних і рульових пер білі. Верхня частина тіла у самиці коричнева, нижня частина тіла рудувато-коричнева. Дзьоб чорний, лапи сірі. Молоді птахи, особливо самці, мають темне забарвлення.
Самці підвиду C. t. crepera темніші, ніж представники номінативного підвиду, білі плями на крилах і хвості менші, самиці рудуватіші. Самці підвиду C. t. vicina мають коричнево-оливковий відтінок крил, хвоста і боків. Самці підвиду C. t. saturatior мають темніше забарвлення, їх гузка біла, а самиці цього підвиду мають сірий відтінок на верхній частина тіла.

## Таксономія

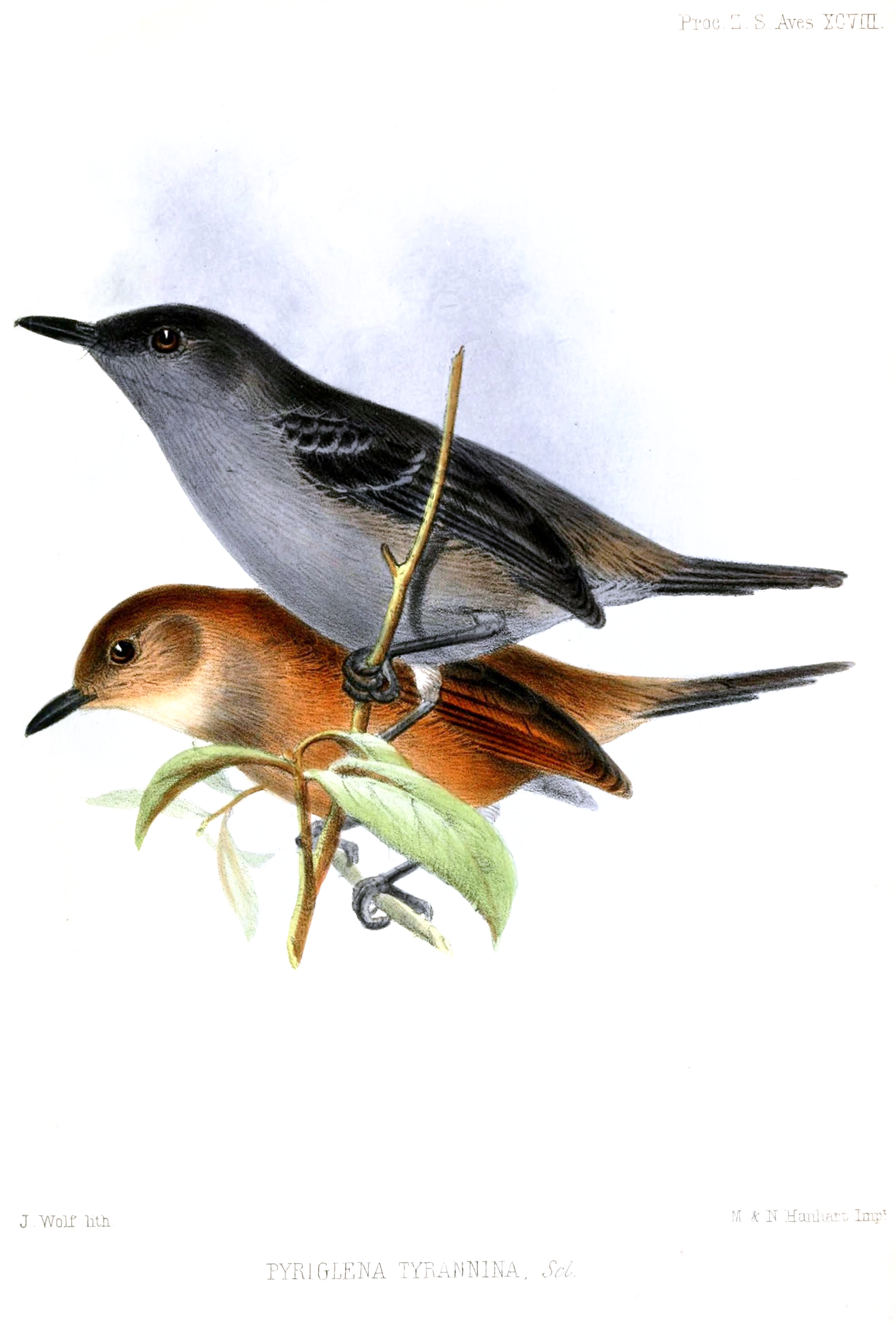
Пара тиранових ману

Тирановий ману був описаний в 1855 році англійським орнітологом Філіпом Склейтером і отримав наукову назву назвою Pyriglena tyrannina. Його довгий час відносили до роду Ману (Cercomacra), однак за результатами молеклярно-філогегнетичного дослідження, яке показало поліфілітичність роду Cercomacra, тирановий ману і низка споріднених видів були переведені до новоствореного роду Cercomacroides. Це типовий вид свого роду.

### Підвиди
Виділяють чотири підвиди:
- C. t. crepera (Bangs, 1901) — північно-східна Мексика, Гватемала, Беліз, Гондурас, Нікарагуа, Коста-Рика, західна Панама;
- C. t. tyrannina (Sclater, PL, 1855)	 — центральна і східна Панама, Колумбія, західний Еквадор, південна Венесуела, крайній північний захід Бразилії;
- C. t. vicina (Todd, 1927) — північно-західна Венесуела, Східний хребет колумбійських Анд;
- C. t. saturatior (Chubb, C, 1918) — північний схід бразильської Амазонії, Гаяна, Французька Гвіана, Суринам.

Шиферний ману (Cercomacroides laeta) раніше вважався підвидом тиранового ману.

## Поширення й екологія
Тиранові ману поширені від південно-східної Мексики до Еквадору і бразильської Амазонії. Вони живуть в густому підліску вологих тропічних і субтропічних рівнинних і гірських лісів, на узліссях і галявинах, в чагарникових заростях на висоті до 1000 м над рівнем моря (подекуди трапляються на висоті до 1900 м над рівнем моря).

## Поведінка
Тиранові ману утворюють тривалі пари. Харчуються комахами та іншими безхребетиними, яких ловлять в густій рослинності. Сезон розмноження триває в лютому-жовтні в Коста-Риці і Панамі та в серпні-листопаді в Бразилії. Гніздо глибоке, схоже на мішечок з входом зверху, розміщується на висоті 0,5-3 м над землею. В кладці 2 яйця білого кольору, поцяткованих рудувато-коричневими плямками. Інкубаційний період триває 18-20 днів. Насиджує і самець і самиця; вночі лише самиця. Пташенята залишаються в гнізді 9-11 днів.